# Abac
Abacul (sau abàc dal lat. abăcus, gr. άβαξ-ακος "tăbliță" ) este o tăbliță dreptunghiulară, folosită de oameni în antichitate pentru efectuarea calculelor. Abace cu un design modern sunt încă folosite astăzi, ca instrumente de calcul. 
Cuvântul provine de la semiticul abq, care înseamnă pulbere (praf) sau – mai exact – nisip; după altă etimologie de la grecescul abaks-abakion, care înseamnă tablă sau tăbliță; în latină abacus.

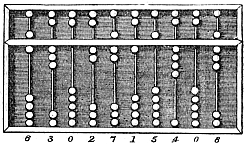
Abac, desen preluat din ediția a IX-a a Encyclopediei Britanice (1875)

Din punct de vedere tehnic, abac (substantiv neutru, plural: abace) sau, învechit, abacă (substantiv feminin), reprezintă un ansamblu de diagrame elementare, fiecare reprezentând grafic variația unei mărimi scalare în funcție de doi parametri variabili. Servește la determinarea unor mărimi scalare, când se cunoaște dependența lor de alte mărimi scalare cu valori cunoscute.

## Abacul în civilizația antică
Abacele, folosite din anul 3.000 î.Hr., par să fi fost indispensabile în civilizațiile antice, precum cea chineză, babiloniană, greacă, romană ș.a., din cauza unui sistem de numerotare adecvată pentru calcule. Ele se regăsesc și la aztecii din America centrală, cu unele variante diferite totuși.

## Abacul la romani

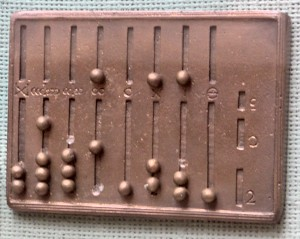
Bibliothèque nationale de France

Abacul roman avea două serii de opt baghete pe care culisau jetoane sau bile găurite (abaculi), care arătau progresiv, de la dreapta la stânga, unciile (subunitățile), unitățile, zecile, sutele până la milioane.
În imaginea alăturată e reconstituit un abac din epoca romană, realizat de muzeul RGZ la Magonza, în 1977 d.Hr. Originalul în bronz este păstrat la Bibliothèque nationale de France, la Paris

## Abacul chinezesc

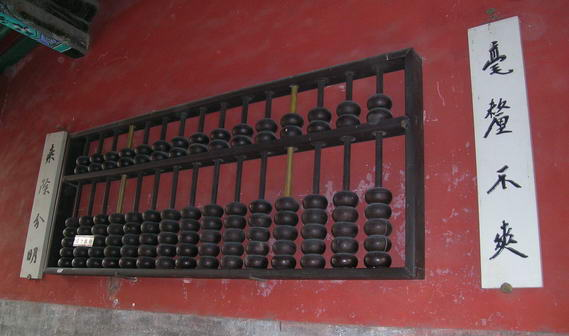
abacul chinezesc

Abacul chinezesc (suàn pán) este compus din două serii a câte 13 baghete pe care culisau biluțe găurite, 2 deasupra împărțirii (cu valoare de 5) și 5 dedesubt (cu valoare de 1). Prima baghetă de la stânga reprezenta unitatea, apoi, tot la stânga, zecile și tot așa mai departe conform sistemului zecimal. Abacul era în China deja din sec. al XIII-lea, răspândindu-se în uzul comun abia dup sec. al XIV-lea. Cheng Dawei a scris un manual de folosire a abacului în secolul al XVI-lea.

## Abacul japonez

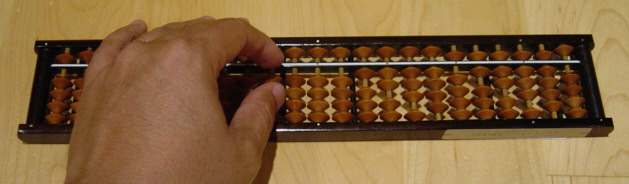
Un soroban japonez: cele 10 coloane din imagine afișează numărul 1.234.567.890

Abacul japonez (soroban), este compus din 25 de fire verticale a câte 5 bobițe împărțite în patru grupe, în plus mai are o tijă orizontală. Bobițele de sub tijă au valoare de 1, cele de deasupra au valoare de 5. Mutând bobițele cu valoare (report) semidecimală, pot fi efectuate toate operațiunile aritmetice și multe din operațiunile algebrice.
Abacul japonez este cel mai rapid dintre toate abacele. Unul din scopurile finale este calculul mintal (fără un soroban în față) - ceea ce japonezii denumesc anzan, iar un utilizator antrenat face operațiuni complexe în minte extrem de rapid. Campionul Japoniei poate aduna mintal 10 numere de câte 5 cifre fiecare în numai 3 secunde.

## Abacul incaș
Incașii foloseau yupana: acesta era compus din mai multe recipiente așezate pe șiruri; în aceste vase erau puse fasole sau pietricele. Pe șirul inferior, recipientul avea valoarea de 1 și conținea maximum o biluță (fasole sau pietricică); recipientul de pe firul următor conținea două cu valoarea 2; a treia cu valoarea 3 a patra avea cinci cu valoarea de 5. Așadar, în total erau: 1 + 4 + 9 + 25 = 39. În șirul superior, valoarea biluțelor din recipiente era multiplicată cu 40; prin urmare erau: 40, apoi 80, 120 și 200 și tot așa pe șirurile superioare.
Spre deosebire de civilizația Maya, incașii nu foloseau zeroul, iar numerele puteau fi reprezentate în mai multe feluri.

## Uzul actual

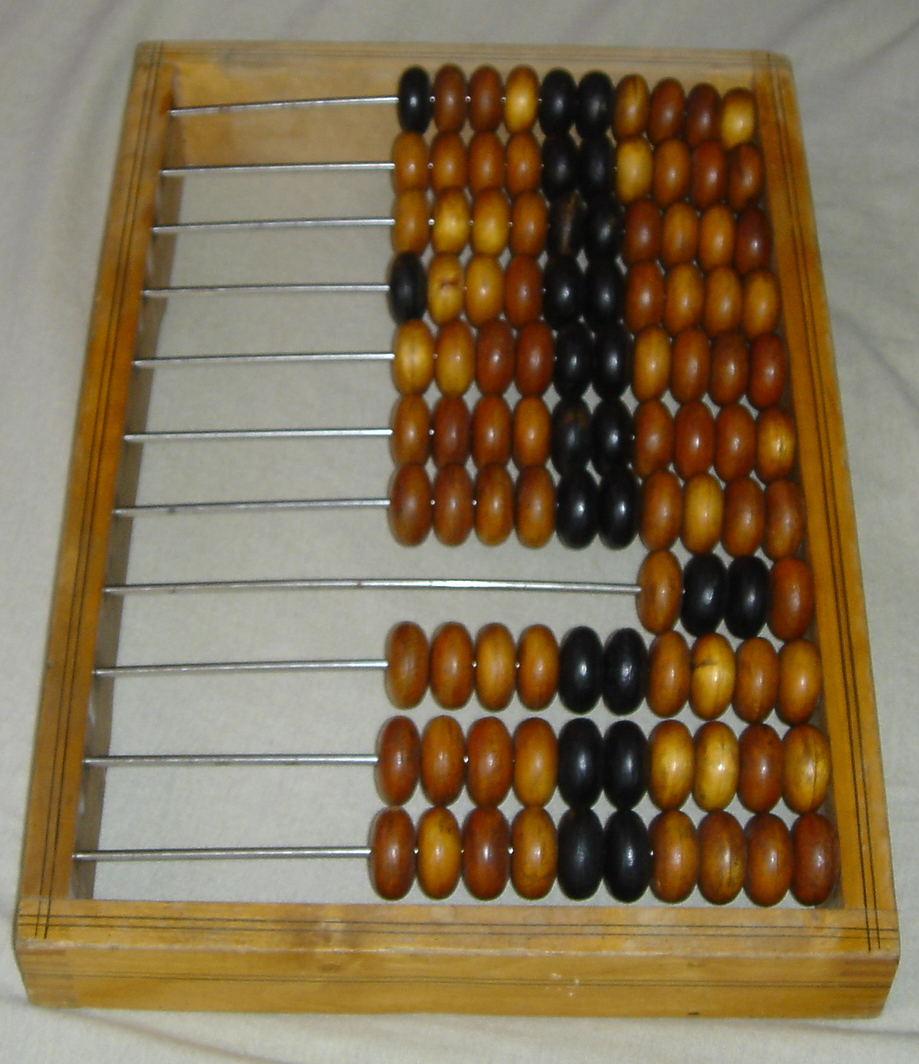
abacul rus

Abacul supraviețuiește încă în Japonia, China și Rusia, folosit ca instrument auxiliar pentru contabili, negustori ș.a. 

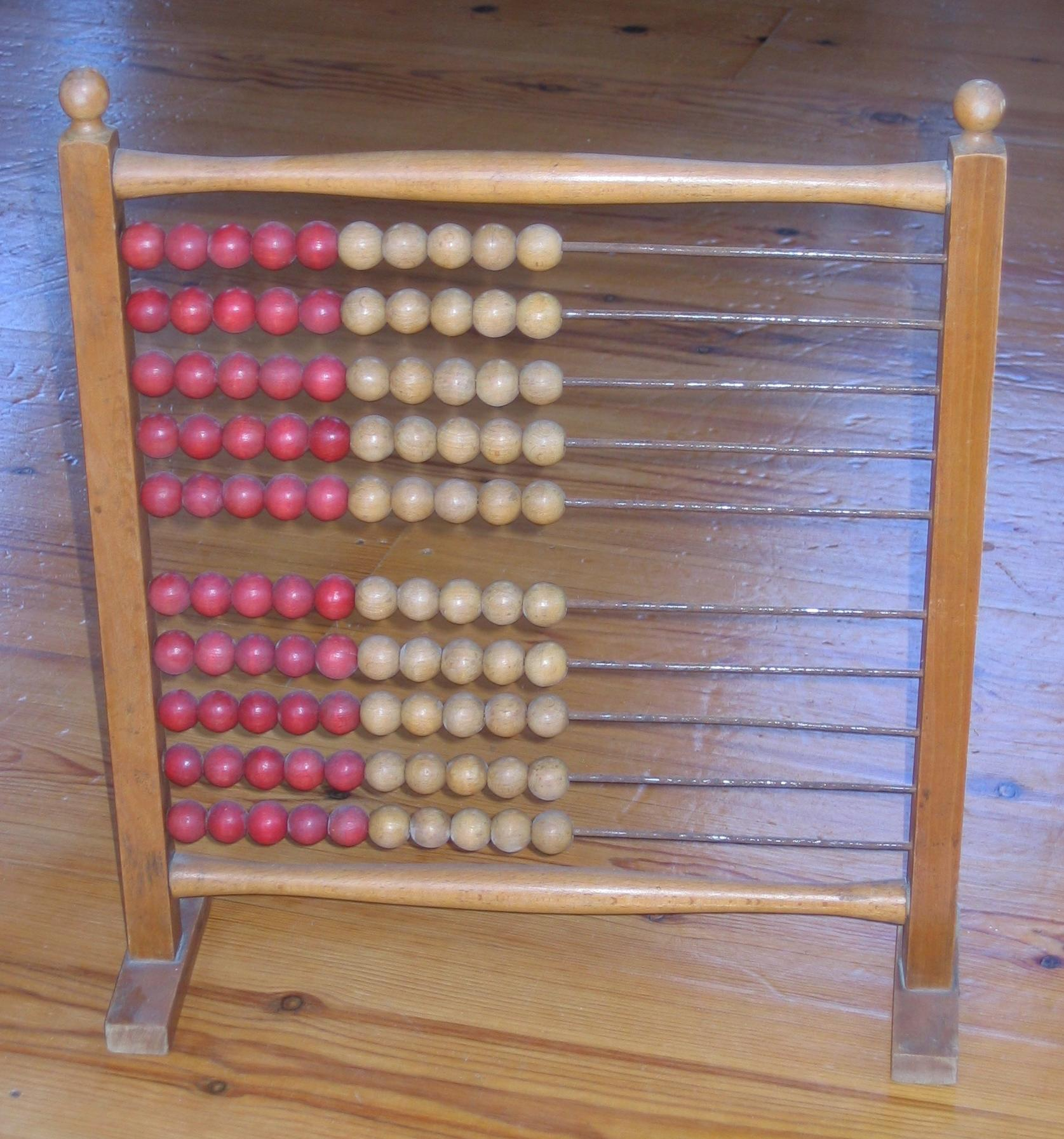
Numărătoarea

În alte țări, abacul este folosit numai ca instrument didactic pentru copii de pe la grădiniță și din primii ani de școală (Numărătoarea). Folosirea abacului în școală este, din punct de vedere pedagogic, recomandat și foarte potrivit întrucât îi ajută pe copii să acceadă la conceptul abstract al numerelor, plecând de la obiecte concrete.